# Грон, Станислав
Станислав Грон (словац. Stanislav Gron; род. 28 октября 1978 года, Братислава, Чехословакия) — словацкий хоккеист, игравший на позиции 	центрального нападающего.

## Карьера
Воспитанник хоккейной школы «Слован» (Братислава). Выступал за команды «Слован» (Братислава), «Ружинов-99» (Братислава), «Сиэтл Брейкерс» (ЗХЛ), «Кутеней Айс» (ЗХЛ), «Юта Гриззлиз» (ИХЛ), «Олбани Ривер Рэтс» (АХЛ), «Нью-Джерси Девилз», ХК «Витковице», «Славия» (Прага), МсХК «Жилина», ХК «Фюхсе Дуйсбург», ХК «Кошице», ХК «Бардеёв», «Кортина» (Италия), «Манчестер Феникс», ХК «Братислава».
В Словацкой экстралиге провёл 479 игр, набрал 358 очков (147+211), в Чешской экстралиге — 59 игр, 20 очков (8+12), в чемпионатах Германии — 23 игры, 8 очков (3+5), В НХЛ — 1 игра, В АХЛ — 207 игр, 84 очка (49+35), в Западной хоккейной лиге — 122 игры, 102 очка (41+61), в Европейских кубках (Евролига) — 4 игры, в словацкой первой лиге — 11 игр, 11 очков (6+5), в Английской хоккейной премьер-лиге — 44 игры, 65 очков (28+37), в Итальянской хоккейной серии А — 131 игра, 200 очков (94+106).
В составе национальной сборной Словакии провел 25 матчей (2 гола); участник чемпионата мира 2010 (3 матча). В составе молодежной сборной Словакии участник чемпионата мира 1998 (6 матчей, 0+1). В составе юниорской сборной Словакии участник чемпионата Европы 1996 (3 игры).
Всего за карьеру в сборной и клубах провёл 1141 матч, забил 396 голов.

## Достижения
- Чемпион Словакии (2006, 2009, 2010, 2011)
- Серебряный призёр чемпионата Словакии(2008, 2012)
- Бронзовый призёр чемпионата Словакии (2007)
- Лучший снайпер итальянской Серии А 2013 (34 шайбы)